# ボアオ・アジア・フォーラム

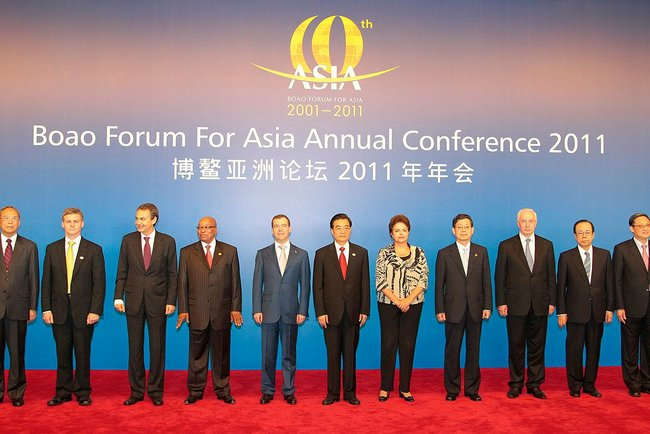
ボアオ・アジア・フォーラム理事長の福田康夫（右から2人目）ら出席者とボアオ・アジア・フォーラムのロゴ（上）

ボアオ・アジア・フォーラム（博鰲アジアフォーラム、Boao Forum for Asia、略称BFA、中国語：博鳌亚洲论坛、ピンイン：Bóáo Yàzhōu Lùntán）は、中華人民共和国に本拠を置く国際非営利組織。

## 概要
スイスのダボスで開催されている世界の政治家・財界人・知識人が集まる国際会議（ダボス会議）を主催する世界経済フォーラムにならい、そのアジア版を目指して、中国政府の全面的支援を受けて構想された。2001年2月27日の設立にはアジアの25カ国とオーストラリアの計26カ国が参加している。
ボアオ・アジア・フォーラム主催の最初の国際会議は2002年4月12日・4月13日に開催され、日本からは小泉純一郎内閣総理大臣が出席して演説を行った。国際会議の会場は、2001年の発足会議以来、中国・海南省の海浜リゾート地・ボアオ（博鰲、海南島東海岸の瓊海市）に固定されている。会議は毎年行われ、各国首脳や大企業経営者、学者、NGO代表など政府・民間のハイレベルの人材が集い、アジアや世界の経済動向、金融政策、経済統合、経済投資、国際協力、社会問題、環境問題などに関する討議が行われる。また多くの経済人や政治家、社会運動家らが直接話し合い、国家間協力や企業提携などのトップ会談が持たれる。
過去の議題には中国の世界貿易機関（WTO）への加入問題、90年代後半のアジア金融危機問題などが取り上げられ、2004年には中国の地政学的な「和平崛起」（平和的台頭）戦略の可否が議題となった。

## 歴史と背景
このフォーラムは胡錦濤を中心に、中国政府の主導で誕生したといえる。1999年10月8日、中国副主席（当時）胡錦濤は、北京を訪問したフィリピンのフィデル・ラモス大統領とオーストラリアのボブ・ホーク元首相らと「アジア・フォーラム」の可能性をめぐって会談した。彼らはアジア・太平洋の諸国家がさまざまなレベル・経路・形式を通じて対話を進め国家間協力を増進する必要性を発表した。アジア各国は肯定的な反応を示し、2001年2月にボアオでアジア・太平洋の26カ国の首脳経験者ら（日本の中曽根康弘など）が出席する会議が開かれ、アジア・フォーラムが正式発足した。
背景には、1980年代以降にアジア諸国がとった開放政策と経済の急成長、それにともなう経済の緊密化・社会問題の増大などがある。アジア内部での政治・経済・文化交流は活発化し、1997年以降のASEAN+3の枠組みで政治・経済の協力が図られた。欧州連合によるヨーロッパ統合、アメリカ合衆国などによるNAFTAなど地域統合の動きが世界的に盛んになるにつれ、アジアでも各国のより一層の協力や共同体化をめぐって議論が続いた。
APECなどの経済協力会議、国際協力組織は存在したが、アジア国家のみによる組織はなかった。1998年9月、オーストラリアのホーク元首相、日本の細川護熙元首相、フィリピンのラモス大統領らは世界経済フォーラムにならったアジアフォーラムを創設する構想について会談し、こうした会議の必要性はアジア各国間で共有されていた。
2007年12月には中国の政府機関中国科学院は「2008中国現代化報告」でタクシン・シナワットの提唱したアジア協力対話とボアオ・アジア・フォーラムを統合したアジア連合の設立を構想した。
2009年4月18日、第8回年次総会が、世界から政財界関係者、研究者1,600人が参加し、中国海南島で開催された。開会式には、温家宝国務院総理はじめ10カ国の首相が参加した。温総理が基調演説（タイトルは「自信を強め、協力を深め、それぞれがともに勝者となろう」）「アジアは世界人口の60%」「金融システムを改革」などを呼びかけた。カザフスタンのヌルスルタン・ナザルバエフ大統領は「ドルに代わる新しい国際通貨を検討すべきだ」と主張し、イランのダバーディ第1副大統領も「新国際経済秩序の樹立とアジア共通通貨の必要性」を訴えた。
2010年には日本の福田康夫元首相がボアオ・アジア・フォーラムの理事長となった。
2013年にはビル・ゲイツやジョージ・ソロスらが参加した。
2014年4月の第13回年次総会では、中国国家主席の習近平と李克強総理は、一帯一路などを通じたアジア共同体の構築を演説した。また、同年にはインドのタタ・グループの総帥ラタン・タタが理事に選ばれて注目された。
2015年11月、ボアオ・アジア・フォーラムを支援する日中友好団体として「日本ボアオ会」が結成され、会長に自民党総務会長の二階俊博、発起人に前経団連会長の御手洗冨士夫やタレントの高木美保らが就いた。
2018年4月、福田康夫元首相は理事長を退任し、元国際連合事務総長の潘基文が新理事長に就任した。

## 組織
フォーラム（論壇）には以下の組織がある。
- 論壇会員大会
- 理事階
- 秘書処
- 研究培訓院
- 諮詢委員会

フォーラム会員は正式会員（発起会員、栄誉会員、基礎会員）と非正式会員（普通会員）に分かれる。発起会員は、フォーラム発起26カ国の政府が出す2名ずつの人員でフォーラムへの参加やフォーラム前の議題準備などにかかわる。栄誉会員はフォーラム創設に貢献した特に重要な個人・企業・組織代表で10名弱にとどまる。基礎会員はフォーラムに参加し話し合いに参加する個人・企業・組織などである。普通会員はフォーラムへの出席、観覧などを目的とする個人・企業・組織などである。
フォーラム発足に加わった国家はオーストラリア、バングラデシュ、ブルネイ、カンボジア、中国、インド、インドネシア、日本、イラン、カザフスタン、キルギス、ラオス、マレーシア、モンゴル、ミャンマー、ネパール、パキスタン、フィリピン、韓国、シンガポール、スリランカ、タジキスタン、タイ、トルクメニスタン、ウズベキスタン、ベトナムの26カ国。